# Chlorek żelaza(II)
Chlorek żelaza(II), FeCl
2 – nieorganiczny związek chemiczny z grupy chlorków, sól kwasu solnego i żelaza na II stopniu utlenienia.
Bezwodny chlorek żelaza(II) jest białą substancją krystaliczną topiącą się w temperaturze 677 °C. Pod wpływem wilgoci szybko tworzy tetrahydrat FeCl
2·4H
2O, o jasnozielonej barwie.
Chlorek żelaza(II) otrzymuje się w wyniku działania na metaliczne żelazo gazowym chlorowodorem, lub też roztwarzając żelazo w kwasie solnym:
Fe + 2HCl → FeCl
2 + H
2↑
W warunkach laboratoryjnych, aby uzyskać bezwodny chlorek żelaza(II), reakcję tę prowadzi się w metanolu z użyciem stężonego kwasu solnego, w wyniku czego powstaje [Fe(MeOH)
6]Cl
2, który w temperaturze 160 °C rozkłada się do FeCl
2.
Roztwór wodny chlorku żelaza(II) ma odczyn kwaśny i jest żrący. Związek ten jest stosowany w chemii metaloorganicznej jako źródło jonów żelaza na II stopniu utlenienia. Stosuje się go np. do otrzymywania ferrocenu.

## Zastosowanie medyczne
Chlorek żelaza(II) jest lekiem stosowanym w celu uzupełnienia niedoboru żelaza. Hydrolizujące sole, zawierające jony żelaza Fe2+
 wchłaniane są łatwo z przewodu pokarmowego i stają się substratem do produkcji hemoglobiny i mioglobiny.

### Wskazania
- leczenie niedokrwistości z niedoboru żelaza
- zapobieganie niedoborom żelaza u wcześniaków, noworodków z ciąż mnogich oraz u dzieci, których matki w okresie ciąży chorowały na niedokrwistość z niedoboru żelaza.

### Przeciwwskazania i działania niepożądane
Przeciwwskazania:
- nadwrażliwość na lek lub składniki preparatu
- hemochromatoza
- hemosyderoza
- niedokrwistość hemolityczna
- niedokrwistość aplastyczna
- niedokrwistość syderoachrestyczna
- marskość wątroby
- talasemia
- stany zapalne błony śluzowej przewodu pokarmowego
- nie stosować łącznie z poniższymi lekami:
  - tetracykliny
  - fluorochinolony
  - lewodopa
  - tyroksyna
  - metyldopa
  - sulfasalazyna
  - neomycyna
  - kolestipol
  - cholestyramina
  - allopurinol
- nie stosować łącznie z poniższymi pokarmami:
  - mleko i jego przetwory
  - jajka

Działanie niepożądane
- bóle brzucha
- biegunka
- zaparcie
- nudności
- brak łaknienia

### Dawkowanie
Lek występuje w kroplach, podaje się go więc zmieszany z sokiem lub wodą, ewentualnie z posiłkiem (przy zaburzeniach żołądkowo-jelitowych), aczkolwiek przyjmowanie na czczo zwiększa wchłanianie żelaza (podobnie działa witamina C). Najlepiej pić przez słomkę, aby uniknąć przebarwienia zębów. Lek stosuje się przez 2–3 miesiące, aby uzupełnić tkankowe niedobory żelaza. W trakcie leczenia występuje czarne zabarwienie stolca. Dawkowanie określane jest przez lekarza.

### Dostępne preparaty
- Hemofer (w postaci kropli doustnych).